# 英田理志
英田 理志（あいだ さとし、1993年3月19日 - ）は、鳥取県出身の卓球選手。HRマネジメント所属。
TリーグはT.T彩たま、静岡ジェードを経て岡山リベッツ所属。

## 経歴
父の影響で卓球を始める。
島田商業高等学校を経て朝日大学に進学した。
スウェーデンリーグで海外経験を積んだ後、2020年からTリーグのT.T彩たまに入団した。2024年には静岡ジェードに所属している。
2025年には実業団の日の出医療福祉グループに所属。同年にはTリーグで岡山リベッツへの移籍を発表。

## プレースタイル
カットマンでありながら、両面に裏ソフトラバーを貼り、速攻戦術で戦う。

## 主な戦績
2014年
- 東海学生選手権 優勝

2015年
- 全日本社会人男子 ダブルス 3位
- USオープン 男子シングルス 3位

2020年
- サフィール国際オープン 優勝

2021年
- 全日本卓球選手権大会 男子シングルス ベスト8

2021年
- 全日本社会人卓球選手権 男子シングルス ベスト4

2022年
- WTT フィーダー フォトローダーデール 男子シングルス 優勝

### Tリーグの成績
| シーズン | 所属チーム   | 背番号 | シングルス | シングルス | シングルス | ダブルス | ダブルス | ダブルス |
| シーズン | 所属チーム   | 背番号 | 出場数     | 勝利数     | 敗戦数     | 出場数   | 勝利数   | 敗戦数   |
| -------- | ------------ | ------ | ---------- | ---------- | ---------- | -------- | -------- | -------- |
| 2020-21  | T.T彩たま    | #19    | 22         | 9          | 13         | 1        | 0        | 1        |
| 2021-22  | T.T彩たま    | #19    | 10         | 5          | 5          | 0        | 0        | 0        |
| 2022-23  | T.T彩たま    | #19    | 19         | 9          | 10         | 0        | 0        | 0        |
| 2023-24  | T.T彩たま    | #19    | 22         | 10         | 12         | 0        | 0        | 0        |
| 2024-25  | 静岡ジェード | #19    |            |            |            |          |          |          |